# Modelo Harrod-Domar
O Modelo Harrod–Domar é um dos primeiros modelos pós-keynesianos de crescimento econômico. É usado na economia do desenvolvimento para explicar a taxa de crescimento de uma economia em termos do nível de poupança e da produtividade do capital. O modelo sugere que não há motive natural para uma economia apresentar crescimento balanceado. O modelo foi desenvolvido independentemente por Sir Roy F. Harrod em 1939 e Evsey Domar em 1946. O modelo Harrod–Domar foi o precursor do modelo de crescimento exógeno.
As deficiências do modelo Harrod–Domar foram discutidas no fim dos anos 1950 por economistas neoclássicos, o que eventualmente levou ao desenvolvimento do modelo Solow-Swan.

## Formalização matemática
Seja Y o produto, que é igual à renda, e seja K o estoque de capital.  S é a poupança total, s a taxa de poupança como proporção do produto e I é o investimento.  δ denota a taxa de depreciação do estoque de capital. O modelo Harrod–Domar parte das seguintes suposições:
| {\displaystyle \ Y=f(K)}                                                        | 1: O produto é uma função do estoque de capital |
| {\displaystyle \ {\frac {dY}{dK}}=c\Rightarrow {\frac {dY}{dK}}={\frac {Y}{K}}} | 2: O produto marginal do capital é constante; a função de produção exibe retornos constantes de escala. Isso implica que os produtos médio e marginal do capital são iguais. |
| {\displaystyle \ f(0)=0}                                                        | 3: O capital é indispensável para o produto. |
| {\displaystyle \ sY=S=I}                                                        | 4: O produto da taxa de poupança vezes o produto é igual a poupança, que por sua vez, igual o investimento.                                                                  |
| {\displaystyle \ \Delta \ K=I-\delta \ K}                                       | 5: A variação no estoque de capital é igual ao investimento menos a depreciação do estoque de capital.                                                                       |

Derivação da tava de crescimento exógeno::
{\displaystyle {\begin{aligned}&c={\frac {dY}{dK}}={\frac {Y(t+1)-Y(t)}{K(t)+sY(t)-\delta \ K(t)-K(t)}}\\[8pt]&c={\frac {Y(t+1)-Y(t)}{sY(t)-\delta \ {\frac {dK}{dY}}Y(t)}}\\[8pt]&c(sY(t)-\delta \ {\frac {dK}{dY}}Y(t))=Y(t+1)-Y(t)\\[8pt]&cY(t)\left(s-\delta \ {\frac {dK}{dY}}\right)=Y(t+1)-Y(t)\\[8pt]&cs-c\delta \ {\frac {dK}{dY}}={\frac {Y(t+1)-Y(t)}{Y(t)}}\\[8pt]&s{\frac {dY}{dK}}-\delta \ {\frac {dY}{dK}}{\frac {dK}{dY}}={\frac {Y(t+1)-Y(t)}{Y(t)}}\\[8pt]&sc-\delta \ ={\frac {\Delta Y}{Y}}\end{aligned}}}
Uma derivação alternativa, talvez mais simples, é dada a seguir, com pontos (por exemplo, {\displaystyle \ {\dot {Y}}}) denotando taxas de crescimento percentuais.
Primeiro, as suposições (1)–(3) implicam que o produto e o capital são linearmente relacionados (para leitores com formação em economia, essa proporcionalidade implica uma elasticidade produto-capital igual a um). Essas suposições geram taxas de crescimento iguais para as duas variáveis, ou seja,
{\displaystyle \ Y=cK\Rightarrow d\log(Y)=d\log(c)+d\log(K).}
Uma vez que o produto marginal do capital, c, é uma constante, temos
{\displaystyle \ d\log(Y)=d\log(K)\Rightarrow {\frac {dY}{Y}}={\frac {dK}{K}}\Rightarrow {\dot {Y}}={\dot {K}}.}
A seguir, com as suposições (4) e (5), é possível determinar a taxa de crescimento do capital:
{\displaystyle \ {\dot {K}}={\frac {I}{K}}-\delta \ =s{\frac {Y}{K}}-\delta \ }
{\displaystyle \ \Rightarrow {\dot {Y}}=sc-\delta \ }
Em suma, a taxa de poupança multiplicada pelo produto marginal do capital menos a taxa de depreciação é igual à taxa de crescimento do produto. Aumentando a taxa de poupança, aumentando o produto marginal do capital ou diminuindo a taxa de depreciação aumentará a taxa de crescimento do produto; essas são as formas de aumentar a taxa de crescimento no modelo Harrod–Domar.
Apesar de o modelo Harrod–Domar ter sido criado para ajudar na análise dos ciclos econômicos, foi posteriormente adaptado para explicar o crescimento econômico. Suas implicações são que o crescimento depende da quantidade de trabalho e capital; mais investimento leva à acumulação de capital, que gera crescimento econômico. O modelo também tem implicações para países menos desenvolvidos economicamente; o trabalho é abundante nesses países mas capital físico, não, reduzindo o progresso econômico. Países em desenvolvimento não possuem renda média que permitiria altas taxas de poupança, e portanto a acumulação de capital através do investimento é baixa.
O modelo implica que o crescimento econômico pode ser afetado por políticas que aumentem o investimento, através da taxa de poupança. O modelo conclui que uma economia não alcança o pleno emprego e taxas estáveis de crescimento naturalmente, de forma similar ao pensamento keynesiano.

## Críticas ao modelo
A principal crítica ao modelo é o nível de suposições, uma delas de que não há razão para se acreditar que o crescimento será suficiente para manter o pleno emprego; isso é baseado na crença de que o preço relativos do trabalho e do capital são fixos, e que são usados em iguais proporções. O modelo explica os ciclos de negócio pela suposição de que os investidores são somente influenciados pelo produto (conhecido como efeito acelerador); isso é hoje largamente considerado falso.
Em termos de desenvolvimento, críticos afirmam que o modelo trata crescimento econômico e desenvolvimento econômico como uma mesma coisa; na realidade, crescimento econômico é um subconjunto do desenvolvimento econômico. Outra crítica é que o modelo implica que países pobres deveriam tomar emprestado para financiar o investimento em capital para desencadear o crescimento econômico. No entanto, a história mostra que isso frequentemente resulta em problemas para pagar a dívida mais para frente.